# アレグザンダー1世 (スコットランド王)
アレグザンダー1世（英語：Alexander I, ゲール語：Alaxandair mac Maíl Coluim, 1078年 - 1124年4月23日）は、スコットランド王（在位：1107年 - 1124年）。マルカム3世と王妃マーガレットの四男（または五男）。ダンカン2世の異母弟、エドワード、エドマンド、エドガー、エゼルレッドの同母弟、イーディス（マティルダ）、メアリー、デイヴィッド1世の同母兄に当たる。獰猛王（Fierce）の渾名を持つ。

## 生涯
兄エドガーの跡を継いで王となったアレグザンダー1世は、その遺言通りスコットランドの中部と北部のみを直接統治し、弟のデイヴィッド（後のデイヴィッド1世）には南部を統治させ、その他の地域は領主に任せきりであった。しかし、1115年ごろに起きた北部のマリや西部のマーンズでの反乱には徹底的な討伐を行い、その過酷さから獰猛王と呼ばれることになった。
アレグザンダー1世はイングランド王ヘンリー1世の庶子シビラを王妃とし、イングランドとの関係を深めていった。アレグザンダー1世の妹マティルダがすでにヘンリー1世に嫁いでおり、アレグザンダー1世はヘンリー1世の義兄であるとともに婿という関係にあった。
アレグザンダー1世は宗教の面でもイングランド色を強め、キリスト教の影響力がさらに強まっていった。当時スコットランドはイングランド北部のヨーク大司教の管轄にあったが、ローマ教皇にこうした状況を改めるように請願し、セント・アンドリューズの司教を独自に招致したりした。
1124年4月23日、アレグザンダー1世はスターリングで没した。前年の1123年にフォース湾へ船釣りをした時に嵐で遭難、インチコム島で救助され帰還したが、助かるまで溺れかけて衰弱したことが死因とされる。妃シビラとの間に子供はなく、弟のデイヴィッド1世が王位を継いだ。